# Rudi Mirke
Rudolf „Rudi“ Mirke (* 16. Juni 1920 in Breslau; † 10. Dezember 1951 in Berlin) war ein deutscher Radrennfahrer.

## Leben und Karriere
1943 – mitten im Zweiten Weltkrieg – wurde Rudi Mirke Deutscher „Kriegsmeister“ der Amateure im Straßenrennen, ein Jahr später Deutscher Meister. Nach dem Krieg wurde Mirke Profi und wandte sich dem lukrativeren Bahnradsport zu. 1946 (mit Harry Saager) und 1947 (mit Hans Preiskeit) wurde er Deutscher Meister im Zweier-Mannschaftsfahren. Von 1947 bis 1949 wurde Mirke dreimal in Folge Dritter der Deutschen Meisterschaft im Sprint. In den Jahren 1947 und 1948 fuhr er für das deutsche Radsportteam Rabeneick, wo er auf den Gewinner der Deutschland-Tour 1938 und Tour-de-France-Teilnehmer Hermann Schild traf. 1948 und 1949 gewann er das Ersatzrennen des Großen Preises der Stadt Leipzig im Steherrennen. 
1949 spielte Rudi Mirke in dem Film Um eine Nasenlänge (mit Theo Lingen, Hans Moser, Sonja Ziemann und Rudolf Prack) mit; Regisseur war E. W. Emo. Der Film trug den Untertitel „Ein lustiger Film um das Sechs-Tage-Rennen“. Mirke spielte neben weiteren bekannten Sechs-Tage-Rennfahrern wie Ferdinando Terruzzi und Hans Preiskeit sich selbst.
Mirke startete bei 14 Sechstagerennen, die meisten gemeinsam mit Preiskeit. Im Dezember 1951 stürzte er beim Berliner Sechstagerennen auf der engen Bahn in der Sporthalle am Funkturm. Er starb am 10. Dezember 1951 im Alter von 31 Jahren und wurde am 14. Dezember 1951 auf dem Friedhof Wilmersdorf beigesetzt.